# 摩納哥電動大獎賽
摩納哥電動大獎賽是一場開輪式賽車電動方程式大獎賽，在摩纳哥蒙特卡洛举行。

## 賽道佈局

2014-15、2016-17和2018-19赛季的摩纳哥電動大獎賽使用较短版本的摩纳哥赛道。

2014年9月18日，宣布電動方程式赛车将在2014-15赛季在较短版本的摩纳哥大奖赛赛道佈局上进行比赛。 这个版本的赛道沒有經過山丘、赌场、标志性的发夹弯和著名的隧道。然而，在2020-21赛季，摩纳哥電動大獎賽将在传统的摩纳哥赛道上举行。 
摩纳哥在2015－16年赛季舉行，因为它占据了每隔一年在摩纳哥举行的历史性大奖赛的時間來舉行。 電動方程式老闆亞歷山大·阿加格透露，巴黎電動大獎賽將在2015－16年赛季取代了摩纳哥電動大獎賽，但電動大獎賽會在2016-17赛季再次举行。
2020年，由于2019冠状病毒病疫情帶來的旅行和群众集会的限制，赛會舉辦了有史以来第一次的線上虛擬電動大奖赛。这场比赛是一场不计分的季前赛，其後再次舉辦，並增加了賽車的損毁程度。
2021年4月16日，宣布2021年摩納哥電動大獎賽将采用新的赛道佈局，佈局与一级方程式所使用的佈局类似，只是T1（Sainte Devote）和T9（Nouvelle Chicane）有所不同。这个新布局的长度约为3.318公里；由于Gen2賽車的性能和续航里程比Gen1的高，因此佈局的距离有所增加。 然而，在摩納哥電動大獎賽舉行時，赛會决定像一级方程式一样使用完整的T1，以便通过剎車產生更多的能量。

## 比賽結果
| 年份   | 賽道       | 冠軍                                | 第二                    | 第三                     | 杆位                                | 最快圈速                  | 報告 |
| ------ | ---------- | ----------------------------------- | ----------------------- | ------------------------ | ----------------------------------- | ------------------------- | ---- |
| 2015年 | 摩纳哥赛道 | 塞巴斯蒂安·布米 e.dams雷诺          | 盧卡斯·迪·格拉西 奥迪   | 尼爾遜·小畢奇 中国車隊   | 塞巴斯蒂安·布埃米 e.dams雷诺        | 让-埃里克·韦尔涅 安德雷蒂 | 報告 |
| 2017年 | 摩纳哥赛道 | 塞巴斯蒂安·布米 雷诺e.dams          | 盧卡斯·迪·格拉西< 奥迪  | 尼克·海费尔德 马恒达车队 | 塞巴斯蒂安·布米 雷诺e.dams          | 山姆·伯德 DS 维珍         | 報告 |
| 2019年 | 摩纳哥赛道 | 让-埃里克·韦尔涅 钛麒-DS            | 奥利弗·罗兰 e.Dams-日产 | 菲利佩·马萨 文图里       | 让-埃里克·韦尔涅 钛麒-DS            | 帕斯卡·韋亞連 马恒达车队  | 報告 |
| 2021年 | 摩纳哥赛道 | 安東尼奧·費利克斯·達·科斯塔 钛麒-DS | 羅賓·夫林斯 维珍-奥迪   | 米奇·埃文斯 捷豹         | 安東尼奧·費利克斯·達·科斯塔 钛麒-DS | 斯托弗·范多恩 梅赛德斯-EQ | 報告 |
| 2022年 | 摩纳哥赛道 | 斯托弗·范多恩 梅赛德斯-EQ           | 米奇·埃文斯 捷豹        | 让-埃里克·韦尔涅 钛麒-DS | 米奇·埃文斯 捷豹                    | 羅賓·夫林斯 远景-奧迪     | 報告 |

### 多次奪冠車手
| 次數 | 車手            | 年度           |
| ---- | --------------- | -------------- |
| 2    | 塞巴斯蒂安·布米 | 2015年, 2017年 |